# ليه موراي (كاتب)
ليه موراي (بالإنجليزية: Les Murray)‏ هو ناقد أدبي وكاتب ومترجم وناقد وشاعر أسترالي، ولد في 17 أكتوبر 1938 في نابياك ‏ في أستراليا.

## وصلات خارجية
- ليه موراي على موقع IMDb (الإنجليزية)
- ليه موراي على موقع الموسوعة البريطانية (الإنجليزية)
- ليه موراي على موقع مونزينجر (الألمانية)
- ليه موراي على موقع ديسكوغز (الإنجليزية)
- ليه موراي على موقع قاعدة بيانات الفيلم (الإنجليزية)